# Милан Алексић
Милан Алексић (Београд, 13. мај 1986) јесте бивши српски ватерполиста, вишеструки олимпијски, светски и европски шампион.

## Каријера
Са 17 година дебитовао је за први тим Партизана, а са 21 за сениорску репрезентацију. Селектор Дејан Удовичић повео је Алексића на завршно такмичење Светске лиге 2007, у Берлину где је Србија освојила златну медаљу.
Од 2009. године постао је стални члан репрезентације Србије. Својим голом у завршници Светског првенства у Риму донео је Србији титулу првака света. Са репрезентацијом Србије освојио је златну медаљу на Европском првенству у Београду и бронзану медаљу на Европском првенству у ватерполу 2010. у Загребу.
На свом дебитантском учешћу на Олимпијским играма 2012. у Лондону освојио је бронзану медаљу, а четири године касније на Олимпијским играма у Рију 2016. са репрезентацијом Србије је освојио златну медаљу.
За 13 година учешћа у свим такмичењима уписао је преко 250 наступа и освојио 25 медаља. Освојио је на Олимпијским играма у Токију 2020. године златну медаљу са репрезентацијом Србије, која је у финалу победила Грчку са 13:10.
У току своје ватерполо каријере наступао је за три клуба - ВК Партизан, ВК Солнок, а сада је члан ВК Барселонета из Шпаније. Са Партизаном је шест пута узастопно био првак националног Првенства и Купа у периоду 2006-2012. Са Партизаном је постао шампион Европе у сезони 2010/2011, а са мађарским Солноком у сезони 2016/2017. Након освајања тих трофеја, Алексић је био са оба клуба победник Суперкупа Европе.

## Клупски трофеји
- Евролига 2010/11. -  Шампион са Партизаном
- Лига шампиона 2016/17 -  Шампион са Солноком
- Суперкуп Европе 2011/12. - Победник са Партизаном, 2016/17. - Победник са Солноком
- Првенство Србије 2006/07., 2007/08., 2008/09., 2009/10., 2010/11. и 2011/12. -  Шампион са Партизаном
- Куп Србије 2006/07., 2007/08., 2008/09., 2009/10., 2010/11. и 2011/12. - Победник са Партизаном
- Еуроинтер лига 2009/10. и 2010/11. - Победник са Партизаном
- Првенство Мађарске 2014/15, 2015/16, 2016/17. -  Шампион са Солноком
- Куп Мађарске 2014/15, 2015/16, 2016/17. - Победник са Солноком